# Voûte d'Ainay
La voûte d'Ainay est une voûte du quartier d'Ainay dans le 2e arrondissement de Lyon, en France.

## Situation et accès
C'est une voûte pavée qui débute rue Guynemer au niveau du square Janmot pour finir rue Vaubecour devant la place d'Ainay.

## Origine du nom
Plusieurs hypothèses sont données pour ce nom d'Ainay: selon le cartulaire de la basilique Saint-Martin d'Ainay, le nom latin d'Ainay est Athanacus, insula quæ Athanacus dicitur.

## Histoire
Au milieu du XVIIIe siècle, Paul Perrache, cousin germain de Antoine Michel Perrache, construit une maison sur des terrains vendus entre 1723 et 1740 par l’abbé d’Ainay, avec une porte voûtée qui donnait accès à l’abbaye.
Cette voie a été appelée rue des Chaînes-d'Ainay en 1815.
Plusieurs films sont tournés dans le restaurant près de la voûte, d'abord Une semaine de Vacances, film de Bertrand Tavernier sorti en 1980 ; puis la comédie française Barbecue réalisée par Éric Lavaine et sortie en 2014 ; et enfin le téléfilm Alias Caracalla, au cœur de la Résistance diffusé en 2013.

## Galerie

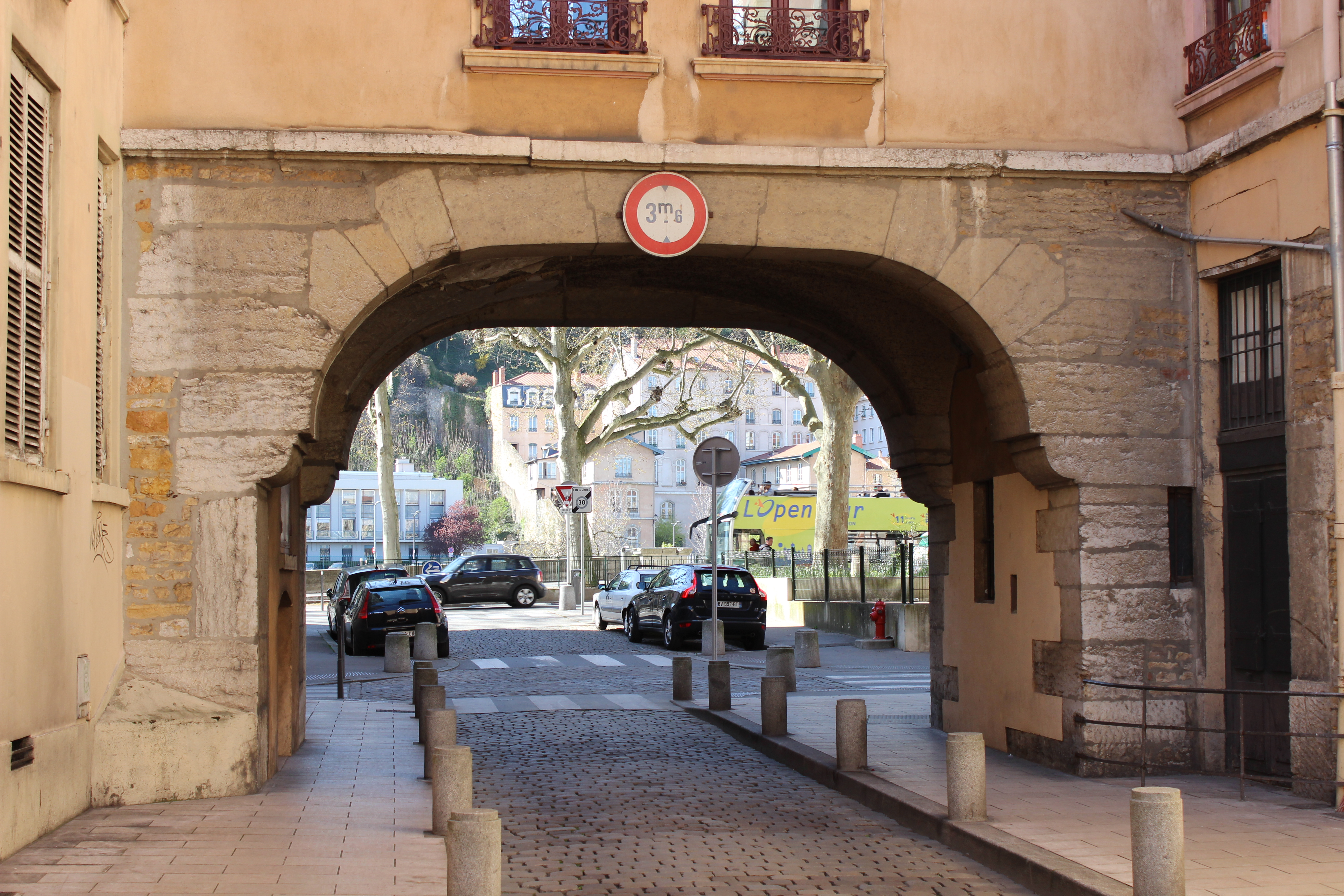
Photo prise de la rue Vaubecour
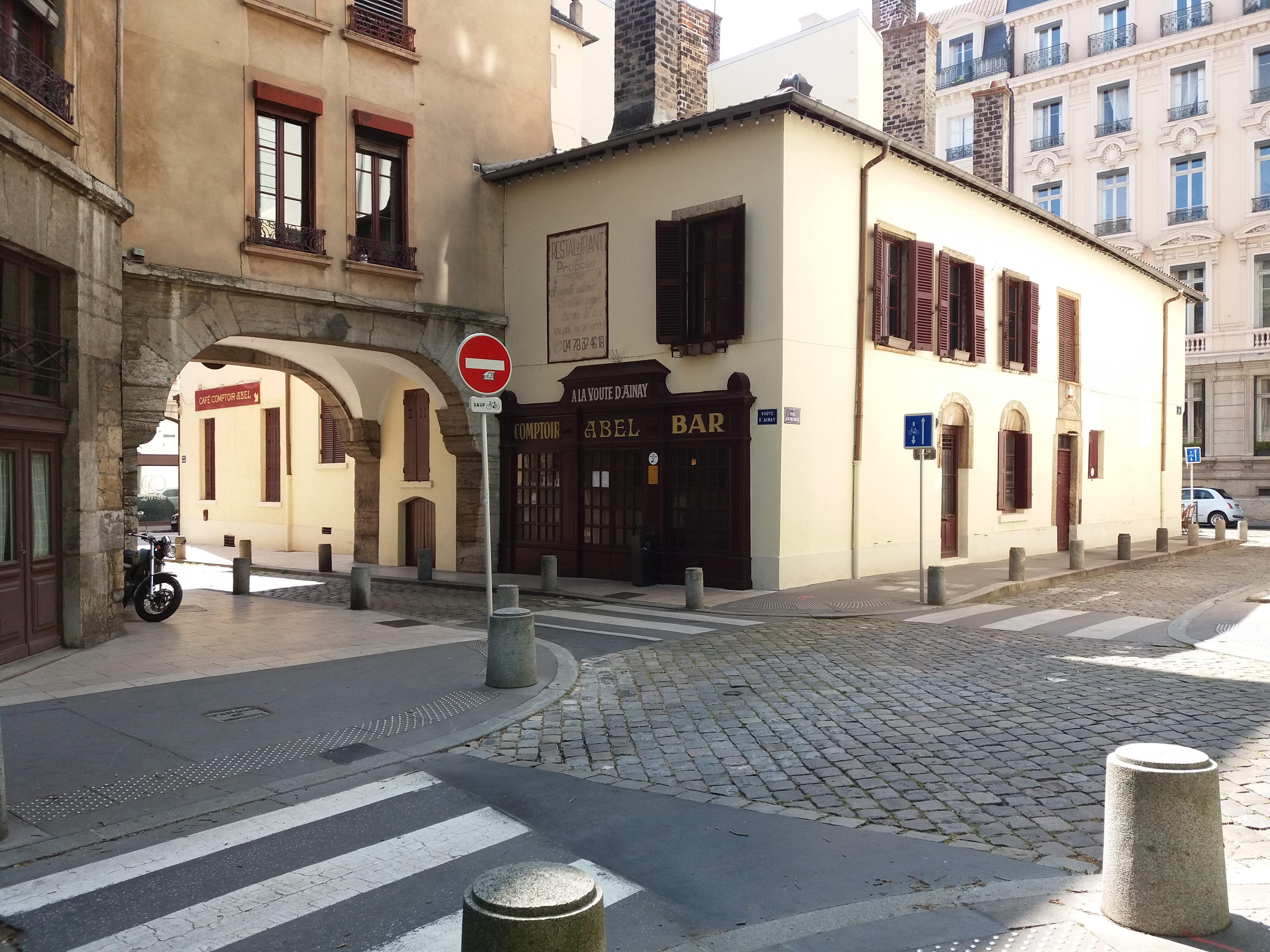
Photo prise de la rue Guynemer